# 45e Primetime Emmy Awards
De 45e Primetime Emmy Awards, waarbij prijzen werden uitgereikt in verschillende categorieën voor de beste Amerikaanse televisieprogramma's die in primetime werden uitgezonden tijdens het televisieseizoen 1992-1993, vond plaats op 19 september 1993 in het Pasadena Civic Auditorium in Pasadena, Californië.

## Winnaars en nominaties - televisieprogramma's
(De winnaars staan bovenaan in vet lettertype.)

#### Dramaserie
(Outstanding Drama Series)
- Picket Fences
  - Homefront
  - I'll Fly Away
  - Law & Order
  - Northern Exposure

#### Komische serie
(Outstanding Comedy Series)
- Seinfeld
  - Cheers
  - Home Improvement
  - The Larry Sanders Show
  - Murphy Brown

#### Miniserie
(Outstanding Mini Series)
- Prime Suspect 2
  - Alex Haley's Queen
  - Family Pictures
  - The Jacksons: An American Dream
  - Sinatra

#### Televisiefilm
(Outstanding Made for Television Movie)
- Barbarians at the Gate
- Stalin
  - Citizen Cohn
  - The Positively True Adventures of the Alleged Texas Cheerleader-Murdering Mom
  - American Playhouse

#### Varieté-, Muziek- of komische show
(Outstanding Variety, Music or Comedy Series)
- Saturday Night Live
  - Late show with David Letterman
  - MTV Unplugged
  - The Tonight Show with Jay Leno

## Winnaars en nominaties - acteurs

### Hoofdrollen

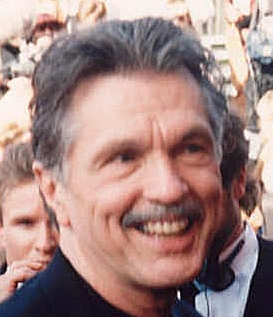
Tom Skerritt (Picket Fences), winnaar mannelijke hoofdrol in een dramaserie

#### Mannelijke hoofdrol in een dramaserie
(Outstanding Lead Actor in a Drama Series)
- Tom Skerritt als Jimmy Brock in Picket Fences
  - Scott Bakula als Sam Beckett in Quantum Leap
  - Michael Moriarty als Ben Stone in Law & Order
  - Rob Morrow als Joel Fleischman in Northern Exposure
  - Sam Waterston als Forrest Bedford in I'll Fly Away

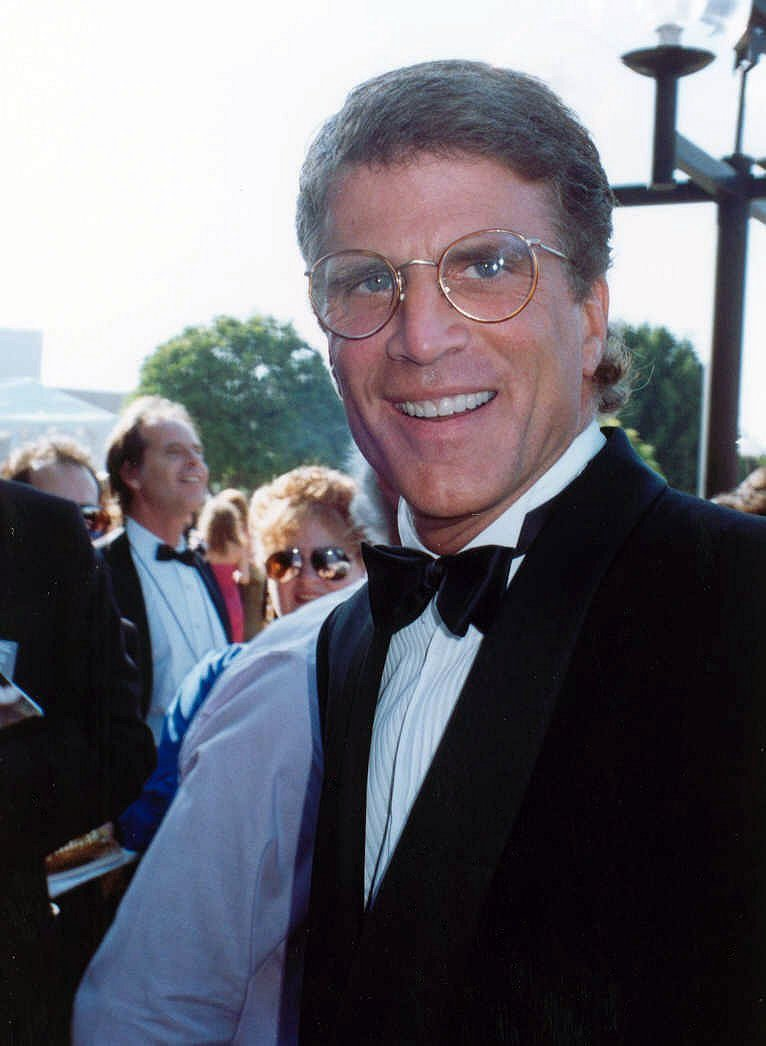
Ted Danson (Cheers), winnaar mannelijke hoofdrol in een komische serie

#### Mannelijke hoofdrol in een komische serie
(Outstanding Lead Actor in a Comedy Series)
- Ted Danson als Sam Malone in Cheers
  - Tim Allen als Tim Taylor in Home Improvement
  - John Goodman als Dan Conner in Roseanne
  - Jerry Seinfeld als Jerry Seinfeld in Seinfeld
  - Garry Shandling als Larry Sanders in The Larry Sanders Show

#### Mannelijke hoofdrol in een miniserie
(Outstanding Lead Actor in a Miniseries or Special)
- Robert Morse als Truman Capote in American Playhouse
  - James Garner als F. Ross Johnson in Barbarians at the Gate
  - James Woods als Roy Marcus Cohn in Citizen Cohn
  - Robert Blake als John List in Judgment Day: The John List Story
  - Robert Duvall als Jozef Stalin in Stalin

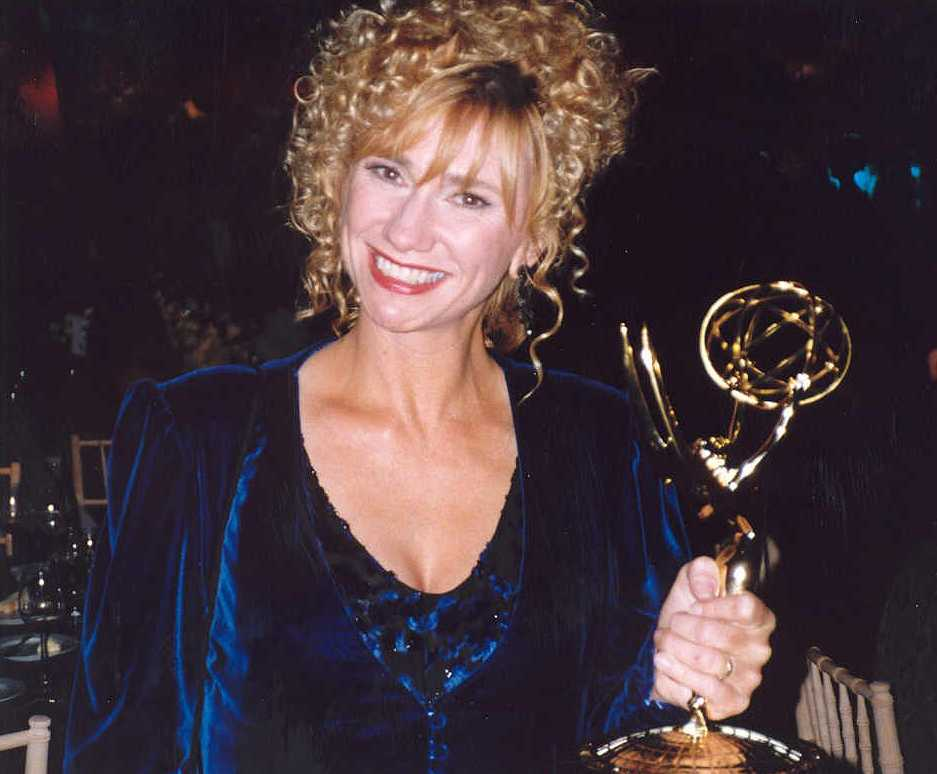
Kathy Baker (Picket Fences), winnaar vrouwelijke hoofdrol in een dramaserie

#### Vrouwelijke hoofdrol in een dramaserie
(Outstanding Lead Actress in a Drama Series)
- Kathy Baker als Jill Brock in Picket Fences
  - Swoosie Kurtz als Alex Halsey in Sisters
  - Angela Lansbury als Jessica Fletcher in Murder, She Wrote
  - Regina Taylor als Lilly in I'll Fly Away
  - Janine Turner als Maggie O'Connell in Northern Exposure

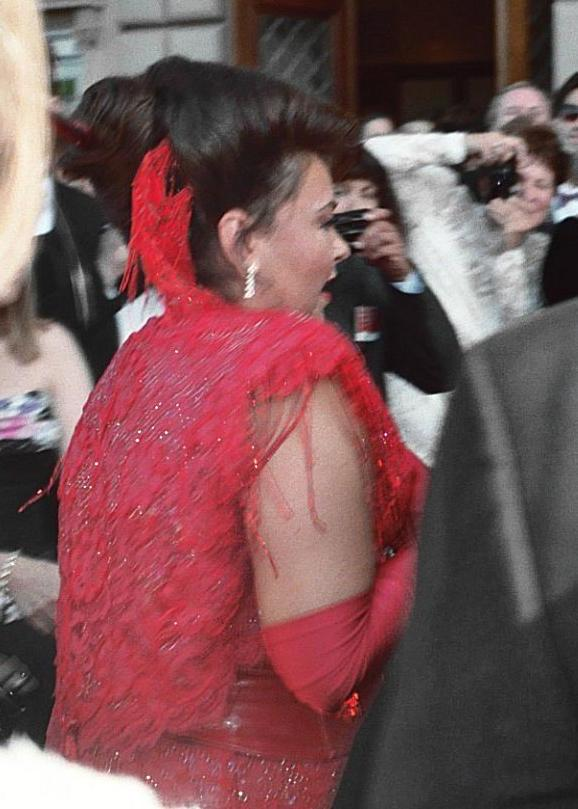
Roseanne Barr (Roseanne), winnaar vrouwelijke hoofdrol in een komische serie

#### Vrouwelijke hoofdrol in een komische serie
(Outstanding Lead Actress in a Comedy Series)
- Roseanne Barr als Roseanne Conner in Roseanne
  - Kirstie Alley als Rebecca Howe in Cheers
  - Candice Bergen als Murphy Brown in Murphy Brown
  - Helen Hunt als Jamie Buchman in Mad About You
  - Marion Ross als Sophie Berger in Brooklyn Bridge

#### Vrouwelijke hoofdrol in een miniserie
(Outstanding Lead Actress in a Miniseries or a Special)
- Holly Hunter als Wanda Holloway in The Positively True Adventures of the Alleged Texas Cheerleader-Murdering Mom
  - Joanne Woodward als Nell Harrington in Blind Spot
  - Helen Mirren als Jane Tennisen in Prime Suspect 2
  - Glenn Close als Sarah Witting in Skylark
  - Maggie Smith als Violet Venable in Suddenly Last Summer

### Bijrollen

#### Mannelijke bijrol in een dramaserie
(Outstanding Supporting Actor in a Drama Series)
- Chad Lowe als Jesse McKenna in Life Goes On
  - Barry Corbin als Maurice J. Minnifield in Northern Exposure
  - John Cullum als Holling Vincoeur in Northern Exposure
  - Fyvush Finkel als Douglas Wambaugh in Picket Fences
  - Dean Stockwell als Admiral Al Calavicci in Quantum Leap

#### Mannelijke bijrol in een komische serie
(Outstanding Supporting Actor in a Comedy Series)
- Michael Richards als Cosmo Kramer in Seinfeld
  - Jason Alexander als George Costanza in Seinfeld
  - Michael Jeter als Herman Stiles in Evening Shade
  - Jeffrey Tambor als Hank Kingsley in The Larry Sanders Show
  - Rip Torn als Arthur in The Larry Sanders Show

#### Mannelijke bijrol in een miniserie
(Outstanding Supporting Actor in a Miniseries or Special)
- Beau Bridges als Terry Harper in The Positively True Adventures of the Alleged Texas Cheerleader-Murdering Mom
  - Jonathan Pryce als Henry Kravis in Barbarians at the Gate
  - Peter Riegert als Peter Cohen in Barbarians at the Gate
  - Brian Dennehy als John McArthur in Murder in the Heartland
  - Maximilian Schell als Vladimir Lenin in Stalin

#### Vrouwelijke bijrol in een dramaserie
(Outstanding Supporting Actress in a Drama Series)
- Mary Alice als Marguerite Peck in I'll Fly Away
  - Cynthia Geary als Shelly Tambo in Northern Exposure
  - Kay Lenz als Maggie Zombro in Reasonable Doubts
  - Kellie Martin als Becca Thatcher in Life Goes On
  - Peg Phillips als Ruth Anne in Northern Exposure

#### Vrouwelijke bijrol in een komische serie
(Outstanding Supporting Actress in a Comedy Series)
- Laurie Metcalf als Jackie Harris in Roseanne 
  - Shelley Fabares als Christine Armstrong in Coach
  - Sara Gilbert als Darlene Conner in Roseanne
  - Julia Louis-Dreyfus als Elaine Benes in Seinfeld
  - Rhea Perlman als Carla Tortelli in Cheers

#### Vrouwelijke bijrol in een miniserie
(Outstanding Supporting Actress in a Miniseries or Special)
- Mary Tyler Moore als Georgia Tann in Stolen Babies
  - Ann-Margret als Sally Jackson in Alex Haley's Queen
  - Lee Grant als Dora Cohn in Citizen Cohn
  - Joan Plowrightals Olga in Stalin
  - Peggy McCay als Virginia Bembenek in Woman on the Run: The Lawrencia Bembenek Story

### Gastrollen

#### Mannelijke gastrol in een dramaserie
(Outstanding Guest Actor in a Drama Series)
- Laurence Fishburne als Martin McHenry in Tribeca
  - John Glover als Dennis Atwood in Crime & Punishment
  - Adam Arkin als Adam in Northern Exposure
  - Michael Jeterals Peter Lebeck in Picket Fences
  - Richard Kiley als Hayden Langston in Picket Fences

#### Mannelijke gastrol in een komische serie
(Outstanding Guest Actor in a Comedy Series)
- David Clennon als Peter Brewer in Dream On
  - Joel Grey als Jacob in Brooklyn Bridge
  - Tom Berenger als Don Santry in Cheers
  - Dana Carveyals Dana Carvey in The Larry Sanders Show
  - Bill Erwin als Sid Fields in Seinfeld

#### Vrouwelijke gastrol in een dramaserie
(Outstanding Guest Actress in a Drama Series)
- Elaine Stritch als Lannie Stiglitz in Law & Order
  - Diane Ladd als Charlotte Cooper in Dr. Quinn, Medicine Woman
  - Gwen Verdon als Jessie Doohen in Homicide: Life on the Street
  - Rosanna Carterals Eulalia Jefferson in I'll Fly Away
  - Bibi Besch als Jane O'Connell in Northern Exposure

#### Vrouwelijke gastrol in een komische serie
(Outstanding Guest Actress in a Comedy Series)
- Tracey Ullman als Dava Levine in Love & War
  - Shelley Long als Diane Chambers in Cheers
  - Gwen Verdon als Kitty in Dream On
  - Ruby Deeals Aurelia Danforth in Evening Shade
  - Carol Burnett als Carol Burnett in The Larry Sanders Show